# چهارده شب (ترانه)
«چهارده شب» (انگلیسی: Fortnight) ترانه‌ای از خواننده-ترانه‌سرای آمریکایی تیلور سوئیفت است که در آن رپر و خوانندهٔ آمریکایی پست مالون حضور دارد. این دو هنرمند این قطعه را با جک آنتونوف نوشتند و آنتونوف آن را به‌همراه سوئیفت تهیه کرد. ریپابلیک رکوردز این ترانه را به‌عنوان تک‌آهنگ آغازین یازدهمین آلبوم استودیویی سوئیفت، دپارتمان شاعران رنج‌کشیده، در ۱۹ آوریل ۲۰۲۴ منتشر کرد. «چهارده شب» یک بالاد در گونهٔ الکتروپاپِ داون‌تمپو و سینث-پاپ با الهام از موسیقی دههٔ ۱۹۸۰ است که به‌وسیلهٔ بیس‌لاین سینث تپنده اجرا می‌شود. اشعار آن شخصیت سوئیفت را در یک ازدواج ناخوشایند به تصویر می‌کشد که به همسایهٔ معشوقهٔ سابقش (که او نیز ازدواج کرده) تبدیل شده است.
منتقدان موسیقی در مورد این ترانه اختلاف نظر داشتند. برخی هماهنگی آواز سوئیفت و مالون را تحسین کردند، اما برخی دیگر ساختار آن را ضعیف دانستند. «چهارده شب» رکورد بیشترین استریم یک‌روزه در پلتفرم استریم اسپاتیفای را شکست. در ایالات متحده، این ترانه به صدر بیلبورد هات ۱۰۰ رسید و دوازدهمین ترانهٔ سوئیفت و پنجمین ترانهٔ شماره یک مالون در این جدول بود. سوئیفت با این ترانه پنجمین تک‌آهنگ شماره یک خود در جدول ۲۰۰ آهنگ جهانی بیلبورد را به دست آورد و در استرالیا، کانادا، هنگ کنگ، مالزی، نیوزیلند، فیلیپین، سنگاپور، امارات متحده عربی و بریتانیا در صدر جدول قرار گرفت.
موزیک ویدئوی همراه با «چهارده شب» به کارگردانی سوئیفت، همزمان با انتشار این تک‌آهنگ منتشر شد. سوئیفت، مالون و بازیگران ایثن هاک و جاش چارلز در آن حضور دارند. این موزیک ویدئو به‌صورت سیاه‌وسفید فیلم‌برداری شد و شامل صحنه‌های درهم تنیدهٔ سوئیفت در بیمارستان روانی است. سوئیفت و مالون نقش معشوقه‌ها را بازی می‌کنند.

## پیش‌زمینه و پخش

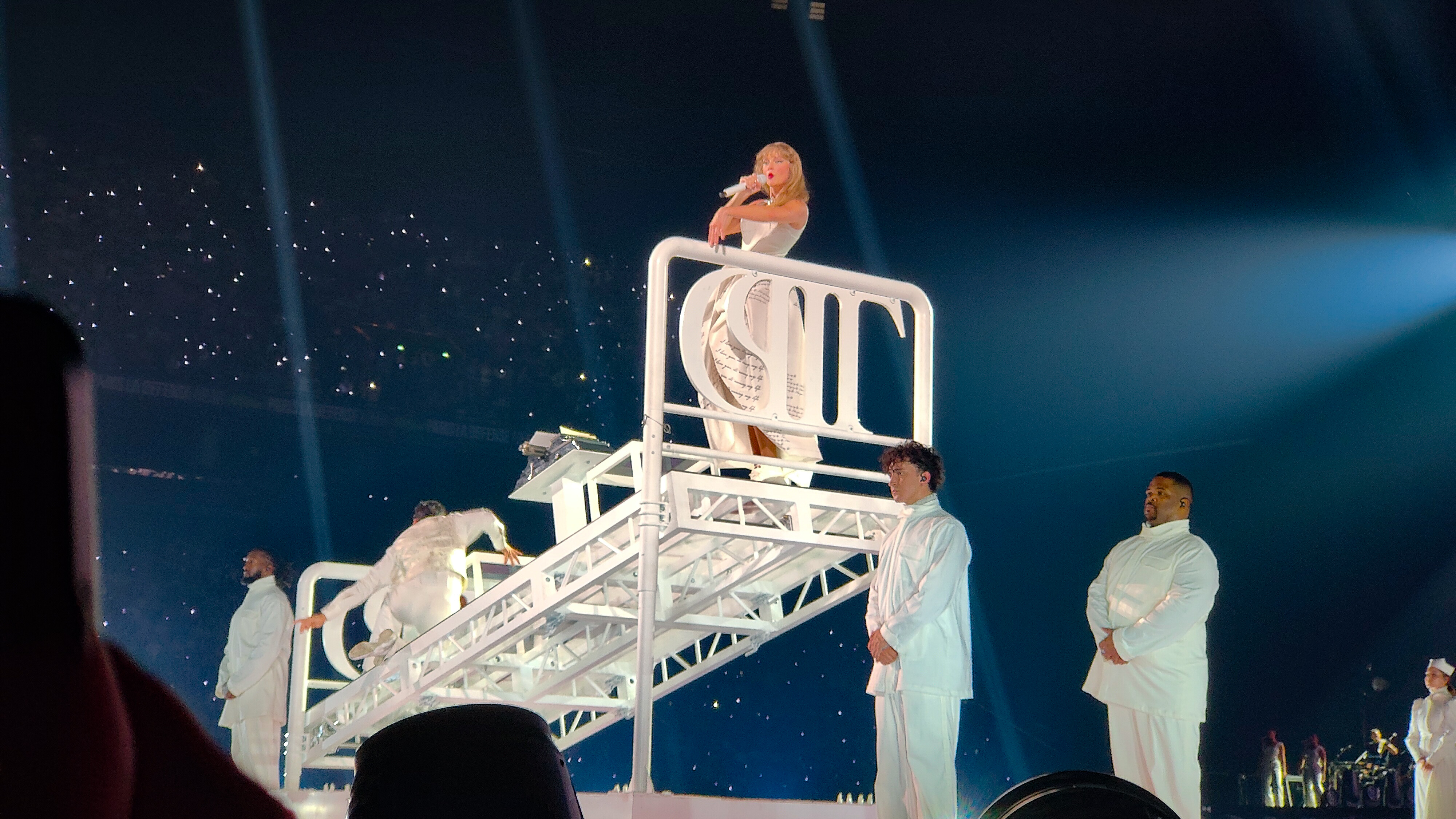
تور Eras در پاریس

پس از اعلامیهٔ دپارتمان شاعران رنج‌کشیده هنگام سخنرانی سوئیفت در مراسم گرمی در ۵ فوریه ۲۰۲۴، او مدت کوتاهی پس از آن ترانه «چهارده شب» را به‌عنوان قطعهٔ آغازین در فهرست قطعات آلبوم معرفی کرد. رپر و خواننده پست مالون به‌عنوان هنرمند مهمان ترانه اعلام شد. روز بعد، مالون در اینستاگرام خود هیجانش برای این انتشار و همکاری را به اشتراک گذاشت. طی مصاحبه‌ای با زین لو برای اپل میوزیک وان، این خواننده از سوئیفت تعریف و او را «شگفت‌انگیز» و «با استعداد» توصیف کرد. به گفتهٔ او، سوئیفت این همکاری را به سادگی با «تماس با او» آغاز کرد. سپس مالون به استودیو آمد و با سوئیفت «روز خوبی» را گذراند. در زمان مصاحبه، مالون اعلام کرد که هنوز نسخهٔ کامل ترانه را نشنیده بود. این قطعه به‌عنوان تک‌آهنگ آغازین آلبوم در ۱۹ آوریل ۲۰۲۴ منتشر شد.